# Teorema de Wedderburn

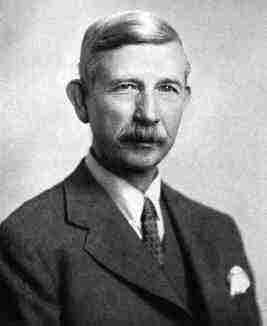
Joseph Henry Maclagen Wedderburn

Em 1905 Joseph Wedderburn provou que um anel de divisão finito é um corpo, um fato que hoje é conhecido como Teorema de Wedderburn. Mais tarde, um dos seus alunos de doutorado na Universidade de Princeton chamado Nathan Jacobson enunciou e provou uma generalização do Teorema de Wedderburn, chamada de Teorema de Jacobson.
Teorema de Wedderburn: Um anel de divisão finito é um corpo finito.